# Cantone di Campagnac
Il Cantone di Campagnac era una divisione amministrativa dell'arrondissement di Millau.
A seguito della riforma approvata con decreto del 21 febbraio 2014, che ha avuto attuazione dopo le elezioni dipartimentali del 2015, è stato soppresso.

## Composizione
Comprendeva i comuni di:
- Campagnac
- La Capelle-Bonance
- Saint-Laurent-d'Olt
- Saint-Martin-de-Lenne
- Saint-Saturnin-de-Lenne